# Humensis
Humensis est un groupe d'édition français spécialisé dans les domaines de l’éducation, scolaire et universitaire, des périodiques à destination des chercheurs et des enseignants, et plus largement dans le domaine de la connaissance pour le grand public (référence, essais et documents, littérature générale).
Il est né en 2016 de la fusion des PUF et de Belin, sous la houlette de leur actionnaire commun, Scor.

## Histoire
Le groupe Humensis est fondé le 1er décembre 2016, et réunit les éditions Belin et les Presses universitaires de France (PUF). Les deux maisons ont un actionnaire majoritaire en commun, le réassureur Scor (qui détient alors 90 % de Belin et 62 % des PUF), présidé par Denis Kessler. Dans la foulée sont créées au sein du nouveau groupe les Éditions de l'Observatoire, une maison d’édition de littérature générale orientée vers des documents, analyses et témoignages.
Dans la corbeille des éditions Belin se trouve le portail Cairn.info, plateforme de contenus de référence en sciences humaines et sociales, les éditions Le Pommier, co-fondées par Michel Serres, la société GERIP, éditrice de solutions numériques de lutte contre les troubles spécifiques du langage et des apprentissages tels que la dyslexie ou l’analphabétisme, ainsi que la Digithèque, lancée par Belin Éducation, une banque de ressources numériques éducatives (BRNE) en français, histoire–géographie, enseignement moral et civique, et sciences et technologie.
Dans le périmètre des Presses universitaires de France, il y a les revues de sciences humaines éditées par les PUF, l'emblématique collection « Que sais-je ? », la librairie des PUF dans le quartier Latin relancée en 2016 après dix-sept ans d’absence, la plus grande librairie de sciences humaines en Europe : 3 millions de titres sont disponibles en impression à la demande sur le lieu de vente.
En 2017, le groupe emménage dans de nouveaux locaux, situés au 170 bis, boulevard du Montparnasse, Paris 14e arrondissement.

Logo de la maison d'édition HumenSciences

En 2018, la revue L'Avant-Scène Opéra est achetée par le groupe Humensis et prend place au sein du pôle Savoir de références. En août, le groupe Humensis lance le magazine mensuel Pour l'Éco, à destination des lycées et des étudiants. En juillet, les éditions des Équateurs rejoignent le groupe Humensis. En décembre, est fondée HumenSciences, une nouvelle maison d'édition consacrée à la science.
En mars 2019 est créée Passés/Composés, une nouvelle maison d'édition consacrée à l'histoire. En mai, a lieu le lancement de la plateforme d'apprentissage des langues étrangères Qioz.
Toutefois, le pôle d’éducation scolaire (Belin) est confronté à des pertes récurrentes, si bien qu’Humensis affiche en 2021 un résultat négatif de quelque 4,2 millions d’euros.
En novembre 2022, Scor échange 8 millions de créance en capital, pour renflouer Humensis,. De ce fait, à la fin de l’année 2022, Scor détient 95 % d’Humensis. Cela s'accompagne d'un changement de gouvernance : après avoir été reconduit comme mandataire social d'Humensis jusqu’au 31 décembre 2022, Frédéric Mériot quitte la direction générale d'Humensis et la gouvernance d’Humensis est transformée en société à conseil de surveillance avec un directoire de trois personnes qui assume, à partir du 1er janvier 2023, une direction collégiale.
En juillet 2023, la Scor, désormais présidée par Fabrice Brégier, laisse entendre que le groupe Humensis serait à vendre.
Le 2 janvier 2025, le groupe est cédé par Scor, au groupe Éditions Albin Michel.

## Structure éditoriale du groupe
Le groupe est structuré en quatre pôles : 
- Le pôle « Savoirs de référence » rassemble les maisons d'édition Presses universitaires de France (Puf), Que sais-je ? et L'Avant-scène. Les Presses universitaires de France et des revues de sciences humaines, parmi lesquelles Cité, Tous Urbains et Sciences du Design, sont au cœur de ce pôle. En janvier 2018, la revue L'Avant-scène opéra rejoint ce pôle.
- Le pôle « Éducation et formation » regroupe l’édition scolaire et parascolaire et les manuels pour l’enseignement supérieur avec la maison d’édition Belin Éducation, la plateforme numérique Digithèque et les solutions numériques Gerip à destination des publics adultes.
- Le pôle « Éducation et formation » comprend Belin Éducation, Belin International, Belin Jeunesse, Major, Digithèque, Gerip, Pour l'Éco.
- Le pôle littérature générale est né en décembre 2016 avec la création des Éditions de l'Observatoire. En 2018, la revue Long Cours et les éditions des Équateurs rejoignent ce pôle.

## Auteurs publiés
- Gérald Bronner
- André Comte-Sponville
- Thierry Libaert
- Michel Serres
- Jean Tirole